# Latschurgruppe
Die Latschurgruppe gehört zu den Gailtaler Alpen in Kärnten, die ein Teil der Südlichen Kalkalpen sind. Geologisch ist die Latschurgruppe, im Gegensatz zu den übrigen Gailtaler Alpen, ein Urgesteinsmassiv.
Die Latschurgruppe reicht vom Weißensee bis zur Drau bei Sachsenburg. Der höchste Gipfel ist der Latschur mit 2236 m, eine weitere markante Erhebung das Goldeck mit 2142 m.
Im waldreichen, teils unzugänglichen Gebiet werden immer wieder seltene Tierarten beobachtet. In den letzten Jahrzehnten wurden mehrmals Braunbären gesichtet. Auch Gänsegeier wurden schon mehrfach gesehen.
Durch die Latschurgruppe verlaufen der Rupertiweg sowie eine Variante des Gailtaler Höhenweges.

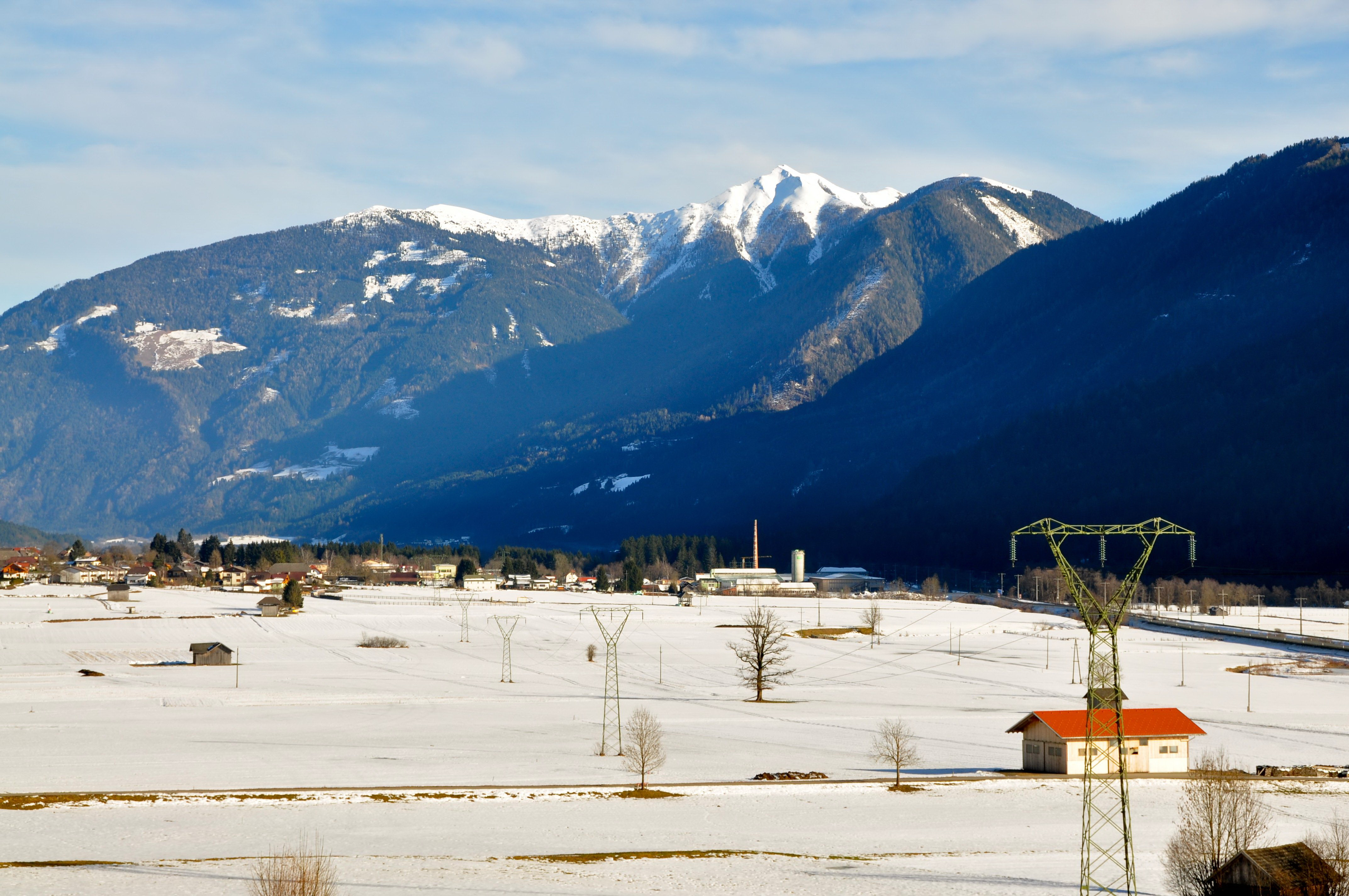
Westansicht von Radlach
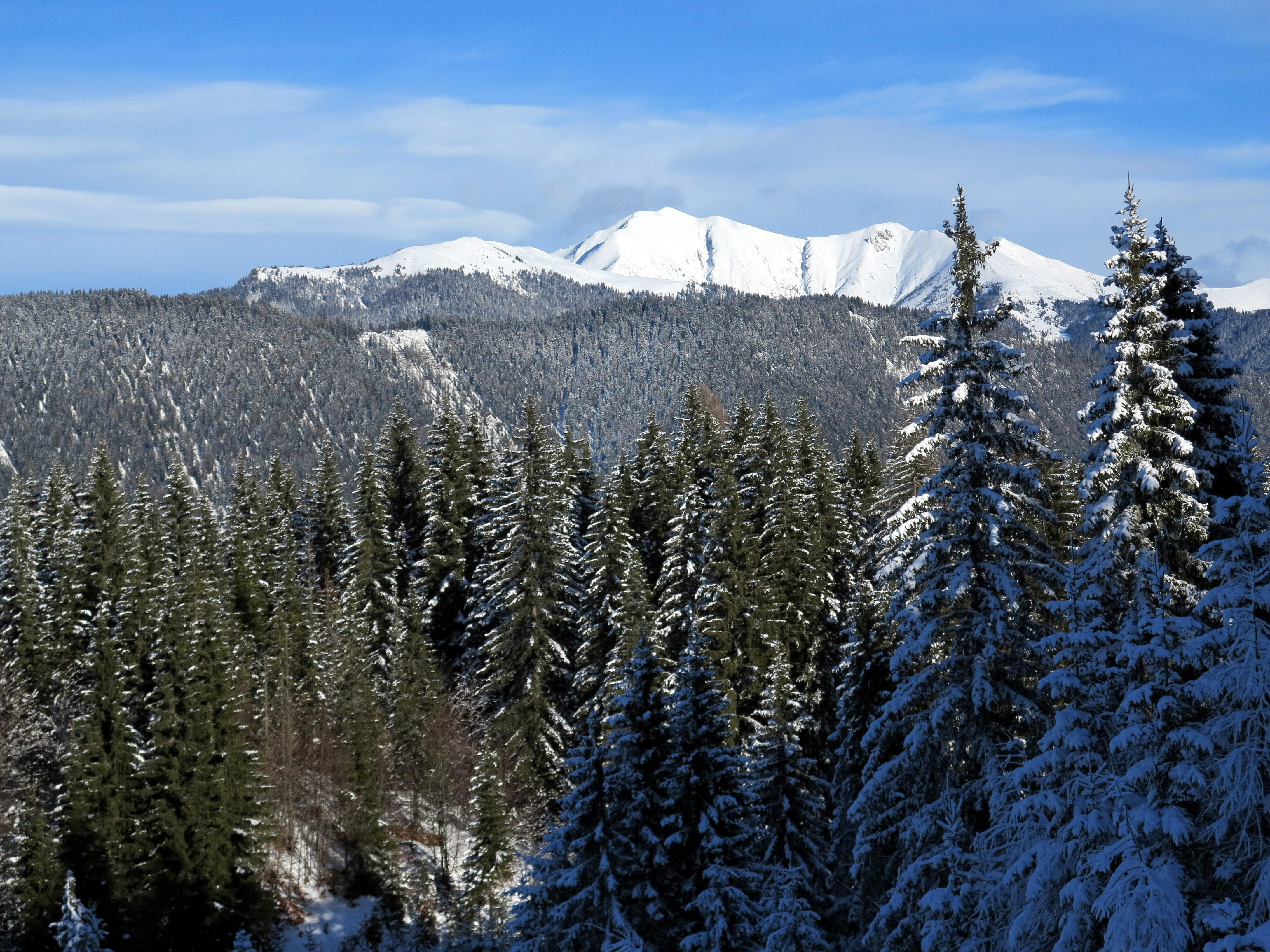
Südwestansicht vom Schigebiet Weißensee
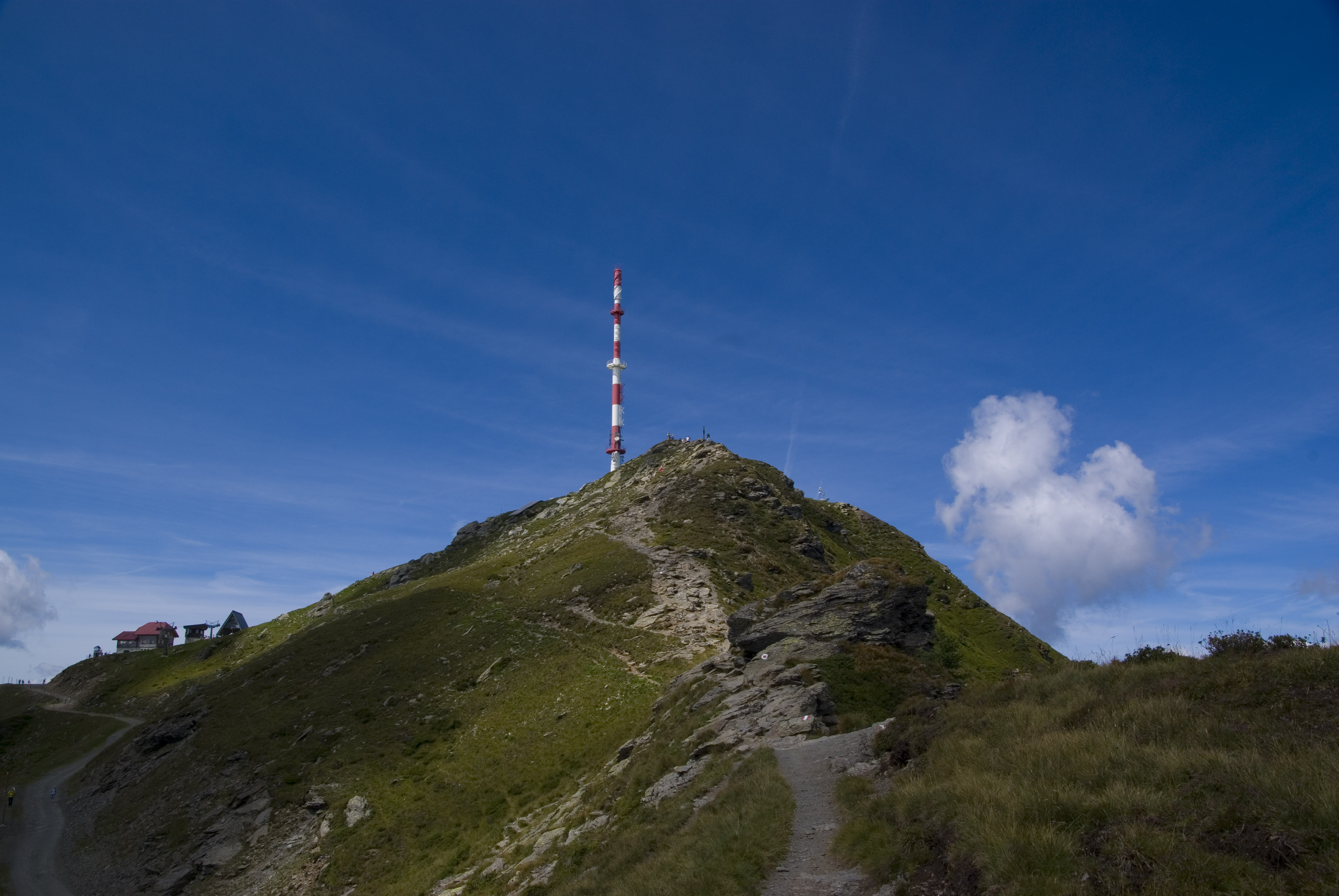
Gipfel des Goldecks